# Рождественка (Первомайський район)
Рожде́ственка (рос. Рождественка) — присілок у складі Первомайського району Томської області, Росія. Входить до складу Сергієвського сільського поселення.

## Населення
Населення — 95 осіб (2010; 129 у 2002).
Національний склад (станом на 2002 рік):
- росіяни — 87 %